# Doc Seven
William Van de Walle, dit Doc Seven, né le 31 mai 1991 à Saint-Laurent-du-Maroni (Guyane), est un réalisateur, scénariste puis vidéaste éducatif franco-belge actif sur la plate-forme de vidéos YouTube.

## Biographie

Ancien logo de la chaîne « Doc Seven ».

William Van de Walle part de sa Guyane natale pour Sydney en Australie durant un an en 2006 pour passer un bac scientifique. Il déménage ensuite dans la capitale française Paris pour obtenir un master de cinéma avant de devenir assistant réalisateur,.
Aidé financièrement par sa famille et bénéficiant d'une aide du youtubeur Poisson Fécond, il décide de créer le 21 janvier 2015 une chaîne YouTube intitulée « Doc Seven » où il propose sa vidéo 7 Créatures mythologiques grecques en février. Il poste des vidéos par la suite à un rythme d'environ six par mois. Elles se disent scientifiques et instructives et se narrent autour du chiffre sept comme 7 Inventions nées par accident ou 7 Assassinats qui ont changé l'histoire,,,. Ensuite, il crée plusieurs séries de vidéos bien distinctes : les 7 Minutes de faits surprenants, les 77 Secondes pour parler de… où il explique en soixante-dix-sept secondes la biographie d'un personnage historique (thème par la suite arrêté et les trois vidéos existantes retirées) et les Il s'est passé quoi 7 année là ?,, où, en partant de 1991, il exploite dans chacune de ses vidéos une année qu'il résume en une dizaine de minutes. Il publie également des vidéos hors-séries, où il fait un point sur sa chaîne. C'est d'ailleurs lors du deuxième hors-série, sorti le 8 juillet 2015, qu'il dévoile son visage en compagnie d'autres vidéastes. Après trois mois de vidéos, il arrive à vivre de son travail, et recrute même des scénaristes et monteurs en novembre 2016. Il déclare sur ce sujet en juillet 2017 à Nice-Matin travailler avec « 4 ou 5 personnes ».
Après avoir participé à la Video City Paris qui s'est déroulée du 7 au 8 novembre 2015,, il participe à la Néocast 2 le 23 et le 24 avril 2016.
Il apparaît également dans le numéro 421 de juin 2016 de Phosphore puis passe le cap du million d'abonnés le 22 juin. Le 16 septembre 2016, il présente un reportage culinaire pour l'émission Visites privées de Stéphane Bern sur France 2. En février 2018, il est choisi comme rédacteur en chef le temps d'une journée pour GiveMeFive, une application mobile de Phosphore. Cette venue permettrait selon Medias-Infos.fr de faire « gagner plus de visibilité à l'application ».
Le 1er septembre 2016, il se fait démonétiser sa vidéo 1991 - Il s'est passé quoi 7 année là ?, probablement parce qu’il évoquait la guerre du Golfe. Cet événement survient peu après que d'autres vidéastes, dont notamment l'Américain Philip DeFranco (en), ont eu leur rémunération enlevée pour certaines vidéos,. Dès le lendemain, il peut à nouveau percevoir de l'argent dessus.
Il diversifie par la suite ses thèmes de vidéos en dehors des formats de tops (même s'il les continue), s'intéressant à la géographie, la géopolitique et l'histoire. L'une d'entre elles, retraçant l'histoire des rois de France, est un succès en termes de vues et de likes, étant la plus likée de sa chaîne.

### Autres activités
Depuis août 2015, et pendant quelques mois seulement, il propose chaque jour une vidéo vlog live sur l'application mobile Periscope et depuis avril de la même année, avant chaque vidéo, il laisse la place pendant quelques secondes à un autre youtubeur, souvent peu connu du public, pour qu'il puisse se présenter lui et sa chaîne,,. Il aide notamment Max Bird, qui atteint en un weekend 100 000 abonnés.
Il n'est pas rare qu'il apparaisse ou fasse apparaître dans des vidéos d'autres vidéastes tels que Taupe 10, Max Bird, Poisson Fécond, Romain Filstroff, Les Topovores, Studio Vrac, Benjamin Brillaud, Le Masuyuki ou encore Pierre Croce.
Il annonce le 5 octobre 2016 dans une de ses vidéos qu'il sort à la fin du mois un livre intitulé Doc Seven présente le tour du monde des infos insolites aux éditions First. La moitié de l'argent gagné revient à des associations humanitaires,.
Après la création de la chaîne secondaire L'Aventure à deux en juillet 2016 avec Les Astuces de Margaux, Doc Seven lance une autre chaîne en janvier 2017, cette fois-ci en solitaire : Le Labo.
En octobre 2017, en accompagnement de la publication de son nouvel ouvrage Doc Seven présente 777 faits surprenants sur le monde, il sort un jeu de société, nommé 77,.

## Vie privée
Il est en couple depuis 2015 avec la créatrice de contenus Margaux, vidéaste sur la chaîne Youtube « Les astuces de Margaux ».

## Filmographie
Sauf indication contraire, les informations mentionnées dans cette section peuvent être confirmées par la base de données cinématographiques IMDb,  présente dans la section « Liens externes ».

### Comme assistant réalisateur
Cinéma
- 2013 : Avec mes souvenirs de Vinayak Radhakrishnan (court)
- 2013 : Mirage de Carolina Gómez de Llarena (court)
- 2014 : 24 jours d'Alexandre Arcady
- 2015 : The Cutting Room de Marco Velez (court)

Télévision
- 2014 : The Cosmopolitans de Whit Stillman (court)
- 2015 : Versailles (5 épisodes)

### Comme réalisateur et scénariste
- 2013 : Megamillion
- 2014 : L'Ascenseur

## Œuvres
- Doc Seven présente le tour du monde des infos insolites, Paris, First, coll. « Culture générale », 20 octobre 2016, 140 p. (ISBN 978-2-7540-8581-6).
- Doc Seven présente 777 faits surprenants sur le monde qui nous entoure, Paris, First, coll. « Culture générale », 5 octobre 2017, 287 p. (ISBN 978-2-412-02998-5).
- 77 créatures étonnantes et de légende, Paris, First, coll. « Culture générale », 17 juin 2021, 160 p. (ISBN 978-2-4120-6796-3).

## Ludographie
- 77 – Le jeu de Doc Seven, Topi Games, 2017